# Бестужев-Рюмин, Василий Николаевич
Василий Николаевич Бестужев-Рюмин (14 сентября (26 сентября) 1835 — 12 февраля (25 февраля) 1910) — генерал от артиллерии, начальник Императорского Тульского оружейного завода (1876—1889), инспектор оружейных и патронных заводов (1889—1909).

## Биография
Из нижегородской ветви Бестужевых. Младший брат историка К. Н. Бестужева-Рюмина, племянник казнённого декабриста М. П. Бестужева-Рюмина. Общее образование получил на дому, некоторое время учился в Нижегородском дворянском институте, затем в Михайловском артиллерийском училище.
В 1855 году получил боевое крещение в кампании 1855 года — принял участие в защите Свеаборга при бомбардировании его англо-французским флотом. В 1867 году перевёлся в гвардейскую артиллерию и был назначен офицером для особых поручений при штабе генерал-фельдцейхмейстера.
Далее, в процессе службы, состоял в следующих должностях:
- Состоял в штабе Его Императорского Высочества Генерал-Фельдцейхмейстера (1859—1863).
- Служил в Главном артиллерийском управлении (1863—1870) и учился в Михайловской артиллерийской академии
- Помощник начальника Императорского Тульского оружейного завода (1870—1876).
- Начальник Императорского Тульского оружейного завода (1876—1889).
- Инспектор оружейных и патронных заводов (1889—1909).

Находясь на должностях помощника начальника и начальника Императорского Тульского оружейного завода, внёс большой личный вклад в обеспечение обороноспособности России. Создаваемая в 1870 году Тульская оружейная школа, как можно скорее должна была начать выпускать для русской императорской армии собственные кадры оружейных мастеров. И, несомненно, В. Н. Бестужев-Рюмин внёс свой посильный вклад в её быстрейшее становление и дальнейшее развитие.
Занимался общественной деятельностью в Туле. Был действительным членом Тульского губернского статистического комитета. Состоял в местных благотворительных организациях. Исполнял обязанности товарища председателя общества «Милосердие», заведующего Николо-Зарецким участком Тульского благотворительного общества «Милосердие» для призрения бедных в 1875 г., почетный член этого общества.
Продолжительное время находился на должности Генерал-инспектора оружейных и патронных заводов. Способствовал переоснащению их передовым оборудованием. Контролировал ход концентрации всего технологического процесса производства оружия непосредственно на заводах, а не в мелких мануфактурах, коих в России было много, и работники этих мануфактур изготавливали детали оружия на дому.
Когда 19 марта 1891 года комиссионно решался вопрос о принятии на вооружение нового типа винтовки, большинство (14 человек против 10-ти) проголосовали за винтовку Нагана. Бестужев-Рюмин однако добился того, что на вооружение была принята винтовка Мосина. Как указывал Бестужев в своём отзыве, «винтовка Мосина проще и дешевле в изготовлении, и производство её можно наладить гораздо быстрее».
Журнал «Оружейный сборник» под совместной редакцией В. Н. Бестужева-Рюмина и В. Л. Чебышёва, выходивший четыре раза в год на протяжении нескольких десятилетий подряд, стал настольной книгой для многих поколений оружейников. В нём очень просто и доходчиво излагались вопросы истории оружейного дела в России и мире, сообщались сведения о новых разработках и образцах оружия, чертежи винтовок и пистолетов и многое другое.
В 1909 году В. Н. Бестужев был уволен со службы с производством в чин генерала от артиллерии.
Василий Николаевич Бестужев-Рюмин умер 12 февраля 1910 года. От брака с Марией Филипповной Левдик,  уроженкой Черниговской губернии, оставил четверых детей.
- В службу вступил 7 августа 1851 г.
- Прапорщик 11 июня 1855 г.
- Подпоручик 22 июня 1856 г.
- Поручик 23 июня 1857 г.
- Подпоручик гвардейский 23 июня 1857 г.
- Поручик 3 апреля 1860 г.
- Штабс-капитан 30 августа 1865 г.
- Капитан 16 апреля 1867 г.
- Полковник 29 ноября 1868 г.
- Генерал-майор 27 марта 1877 г.
- Генерал-лейтенант 29 марта 1889 г.
- Генерал от артиллерии 23 апреля 1909 г. (при выходе в отставку).

Российской империи
- Орден Святого Станислава 3 степени, 1862 г.
- Орден Святой Анны 3 степени, 1864 г.
- Досрочное присвоение чина полковника, 1868 г.
- Орден Святого Станислава 2 степени с Императорской короной, 1871 г.
- Орден Святой Анны 2 степени, 1873 г.
- Орден Святого Владимира 4 степени, 1874 г.
- Досрочное присвоение чина генерал-майора, 1877 г.
- Орден Святого Владимира 3 степени, 1878 г.
- Орден Святого Станислава 1 степени, 1881 г.
- Орден Святой Анны 1 степени, 1883 г.
- Орден Святого Владимира 2 степени, 1886 г.
- Досрочное присвоение чина генерал-лейтенанта, 1889 г.
- Орден Белого орла, 1892 г.
- Особое Монаршее благоволение, 1897 г.
- Вместо аренды из Госуд. казнач. по 1500 р. на 6 лет, 1897 г.
- Продолжение на 4 года в прежнем размере, 1903 г.
- Знак отличия беспорочной службы за XL лет , 1898.
- Орден Святого Александра Невского, 1901 г.
- Высочайшая благодарность, 1905 г.

Иностранных государств
- Командор Ордена Короны (Италия), 1877 г.
- Орден Святого Александра 2 степени (Болгария), 1884 г.
- Орден Двойного Дракона 2 ст. 2 кл. (Китай), 1897 г.
- Большой офицерский крест Ордена Леопольда I (Бельгия), 1898 г.